# Hulvey
Christopher Michael Hulvey (Georgia, 13 de enero de 1999), conocido simplemente como Hulvey, es un artista musical estadounidense de hip hop cristiano. Desde 2019, es artista del sello Reach Records y su álbum debut Christopher logró entrar en la lista Top Christian Albums de Billboard.

## Carrera musical
Después de crecer en Brunswick, Hulvey abandonó la universidad y se mudó a Atlanta para seguir una carrera en la música. En agosto de 2019, Hulvey firmó un contrato con Reach Records que se hizo público en enero de 2020. Su primer lanzamiento con el sello fue un EP titulado Prelude y luego, un mes después, siguió con otro EP titulado BRKNHRT.
Además de su trabajo en solitario, Hulvey apareció en dos canciones («Restored» y «Celebrate More») del álbum Restoration de Lecrae y también recibió créditos como compositor de dos canciones adicionales en el álbum («Set Me Free» y «Over the Top»).
Hulvey también apareció en la canción de 116 Clique «Live Forever»  y en la canción de Jordan Feliz «Glorify» junto a Lecrae. Por último, Hulvey fue el telonero durante la gira Social Club Misfits a principios de 2020.
En 2021, su álbum debut Christopher alcanzó el puesto número 8 en la lista Billboard Top Christian Albums, y en el puesto 19 en la lista de álbumes de rap, solo una semana después de su lanzamiento.
En 2023, lanzó una canción con Forrest Frank llamada «no longer bound», la canción alcanzó el puesto número 3 en el U.S. Viral 50 Chart en Spotify.

## Discografía
- Prelude (2020)
- BRKNHRT (2020)
- Christopher (2021)